# Amaia Merino Unzueta
Amaia Merino Unzueta (Sant Sebastià, 6 de desembre de 1970) és una actriu, guionista i directora de cinema basca nacionalitzada equatoriana.

## Biografia
L'any 1982 va debutar al cinema com a actriu. Després d'Akelarre de Pedro Olea i Tasio de Montxo Armendáriz, en la qual va interpretar a una noia del ball, va protagonitzar la sèrie de televisió Nazca, dirigida per Benito Rabal. Entre 1993 i 2017 va residir a l'Equador, on va obtenir-ne la nacionalitat, i hi va treballar com a professora de guió i muntatge visual a l'Institut Tecnològic de Cinema i Actuació (INCINE) de Quito.
També ha desenvolupat tasques de muntatge de llargmetratges com ara Blak Mama, Más allá del Mall, Resonancia, En espera, El pan nuestro, 1809-1810 Mientras llega el día i Asier ETA biok, entre d'altres. Aquesta darrera obra documental, codirigida el 2013 amb el seu germà i també actor Aitor Merino, que tracta sobre el concepte d'amistat en el context del conflicte d'alliberament nacional basc. L'any 2020 va codirigir i coguionitzar amb Miguel Ángel Llamas, la pel·lícula documental On és en Mikel? sobre la detenció i assassinat l'any 1985 de Mikel Zabalza, un jove conductor de busos basc a mans de la Guàrdia Civil. Aquell mateix any, juntament amb Llamas, va rebre el Premi Lauaxeta en la categoria d'Audiovisuals, un guardó que atorga anualment la Diputació de Biscaia.